# Sacra conversazione Giovanelli
La Sacra conversazione Giovanelli (Madonna col Bambino tra san Giovanni Battista e una santa) è un dipinto olio su tavola (54x76 cm) di Giovanni Bellini, databile a prima del 1504 e conservata nelle Gallerie dell'Accademia a Venezia.

## Storia
Il dipinto, firmato come di consueto sulla balaustra in primo piano, è sicuramente anteriore al 1504, quando un dipinto recante tale data di Andrea Previtali riprodusse la figura del Battista.
Il dipinto prende il nome dal principe Giovanelli, suo ultimo proprietario prima di entrare nella raccolta pubblica.

## Descrizione e stile

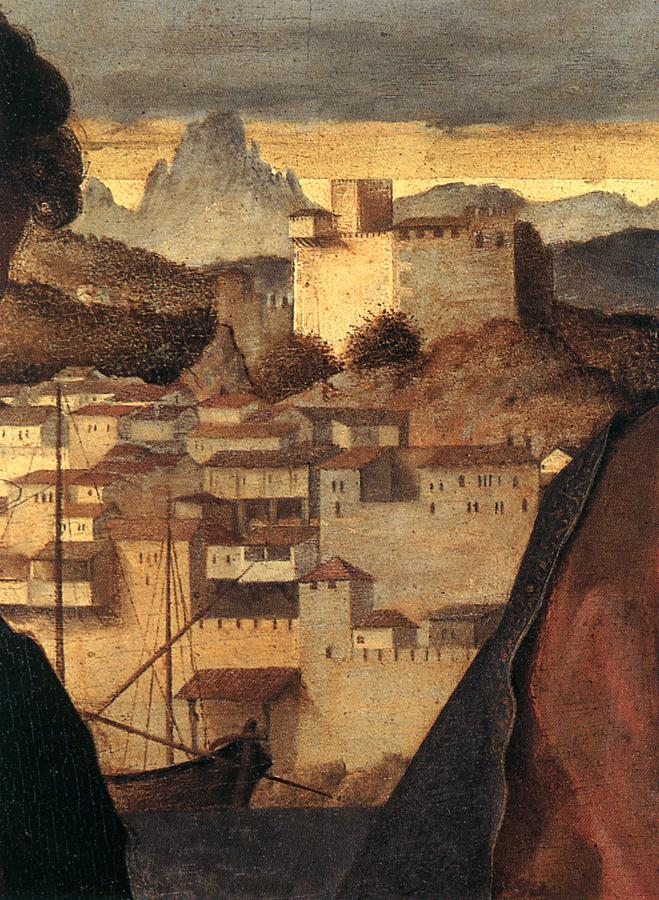
Il paesaggio

Maria col Bambino in grembo è affiancata da san Giovanni Battista a sinistra, riconoscibile per la tipica faccia barbuta e per il bastone con la croce, e da una santa a destra, priva di particolari connotazioni, forse Maria Maddalena o Caterina d'Alessandria. Lo sfondo si perde in lontananza e mostra castelli, una città dotata di porto, da alcuni identificata con Ancona e una campagna punteggiata di casette, con un villaggio e un pastore col suo gregge. Le lontane montagne sono dipinte con una tonalità azzurrina che restituisce il carattere terso della foschia, secondo le più avanzate regole della prospettiva aerea veneziana.
La tavola viene considerata spesso come una delle più alte espressioni del tema della sacra conversazione da parte del pittore. Se i personaggi in primo piano sono ancora separati dallo sfondo, secondo una concezione tipicamente quattrocentesca (che Bellini superò solo con la di poco successiva Madonna del Prato), la veduta appare ricca di valori atmosferici grazie al particolare uso di una luce dorata, che unifica paesaggio e figure con toni delicatissimi e limpidi.